# Paota saruncaria
Paota saruncaria är en fjärilsart som beskrevs av William Schaus 1901. Paota saruncaria ingår i släktet Paota och familjen mätare. Inga underarter finns listade i Catalogue of Life.